# Alveolarna kost
Alveolarna kost je kompaktna kost, ki sestavlja zobno jamico (alveol), v kateri so zasidrana vlakna alveolarne membrane.

## Klinični pomen

### Razvojne nepravilnosti
Prirojena anodontija (popolna brezzobost) oziroma hipodontija (brezzobost, ki zajema le določeno število zob) lahko vključuje tudi razvojno nepravilnost alveolarne kosti, pri čemer se alveolarna kost bodisi zgornje bodisi spodnje čeljustnice ne razvije.

### Patologija
Po izdrtju zoba zapolni zobno jamico najprej krvni strdek, iz katerega se razvije nezrela kostnina, ki se kasneje pretvori v zrelo sekundarno kostnino. Krvni strdek se začne najprej spreminjati v fibrinsko mrežo, ki pa ga začne nato nadomeščati granulacijsko tkivo. Nato se aktivirajo osteoblasti, ki tvorijo novo kostnino. Najprej tkivo še ni mineralizirano, a sčasoma postaja nova nezrela kostnina gostejša in trdnejša. Zobna jamica se v celoti zapolni  z novo kostjo, v kateri pa še potekata dozorevanje in pregrajevanje. Končna kostnina nikoli ne doseže začetne višine kot pred puljenjem. Poleg tega se pa sčasoma v predelu manjkajočega zoba alveolarna kost resorbira, saj po puljenju zoba alveolarna kost izgubi glavno funkcijo in podleže atrofiji. Pod njo ležeča bazalna kost zgornje ali spodnje čeljustnice pa ostane manj prizadeta, saj za njen obstanek ni potrebna prisotnost zoba v zobni jamici. Izguba alveolarne kostnine vodi v zmanjšanje spodnje tretjine vertikalne razsežnosti obraza.